# Parc d'État Fakahatchee Strand Preserve
Fakahatchee Strand State Preserve est un parc d'État de Floride situé juste à l'ouest de Copeland, en Floride. Créé en 1975, il est situé dans le Fakahatchee Strand, un marécage à Big Cypress, à proximité de la Big Cypress, une section des Everglades.

## Flore
Le parc s'étend sur une étroite forêt marécageuse large en moyenne de 6 km, qui abrite une flore variée. Les plantes comprennent notamment le plus vaste ensemble de palmiers royaux des Etats-Unis, le cyprès chauve, 15 espèces de broméliacées, les fougères et une importante concentration d'orchidées.

## Faune
Parmi la faune du parc se trouvent un certain nombre d'espèces menacées et en voie de disparition : la panthère de Floride, le tantale d'Amérique, l'ours noir, l'écureuil renard et le vison des Everglades. Le parc abrite également des cerfs de Virginie, des ratons laveurs, des opossums, des buses à épaulettes, des dindons sauvages, des hiboux et des vautours. Des alligators, des canards, des grues du Canada, des spatules rosées, des pygargues à tête blanche et des balbuzards pêcheurs peuvent être vus dans le parc.

## Activités récréatives
Les activités comprennent l'observation des plantes et de la faune. Les installations comprennent Janes Scenic Drive, une route de gravier non pavée de 18 km de long, une promenade en bois (Big Cypress Bend) posée au dessus d'une zone marécageuse où vivent des alligators et traversant la forêt de cyprès.

## Dans la culture populaire
Le marais, qui abrite la rare orchidée fantôme (Dendrophylax lindenii), a été présenté dans le roman The Orchid Thief de Susan Orlean. Le livre a été la source du scénario de Charlie Kaufman pour le film Adaptation .
Le marais est présenté dans un épisode de la série The Finder, où le protagoniste Walter Sherman recherche un pilote disparu dans des circonstances mystérieuses. Les restes du pilote et l'avion ont été retrouvés dans le Fakahatchee.

## Galerie

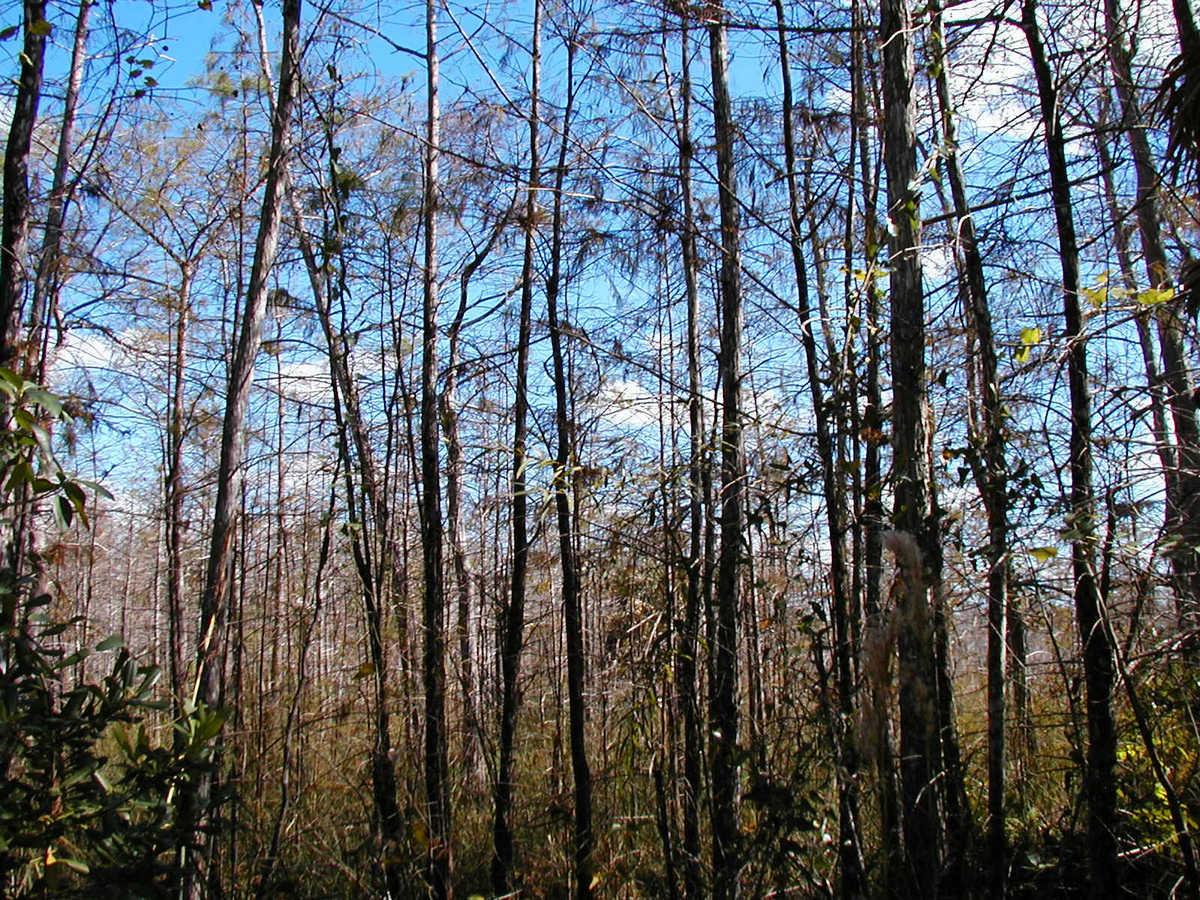
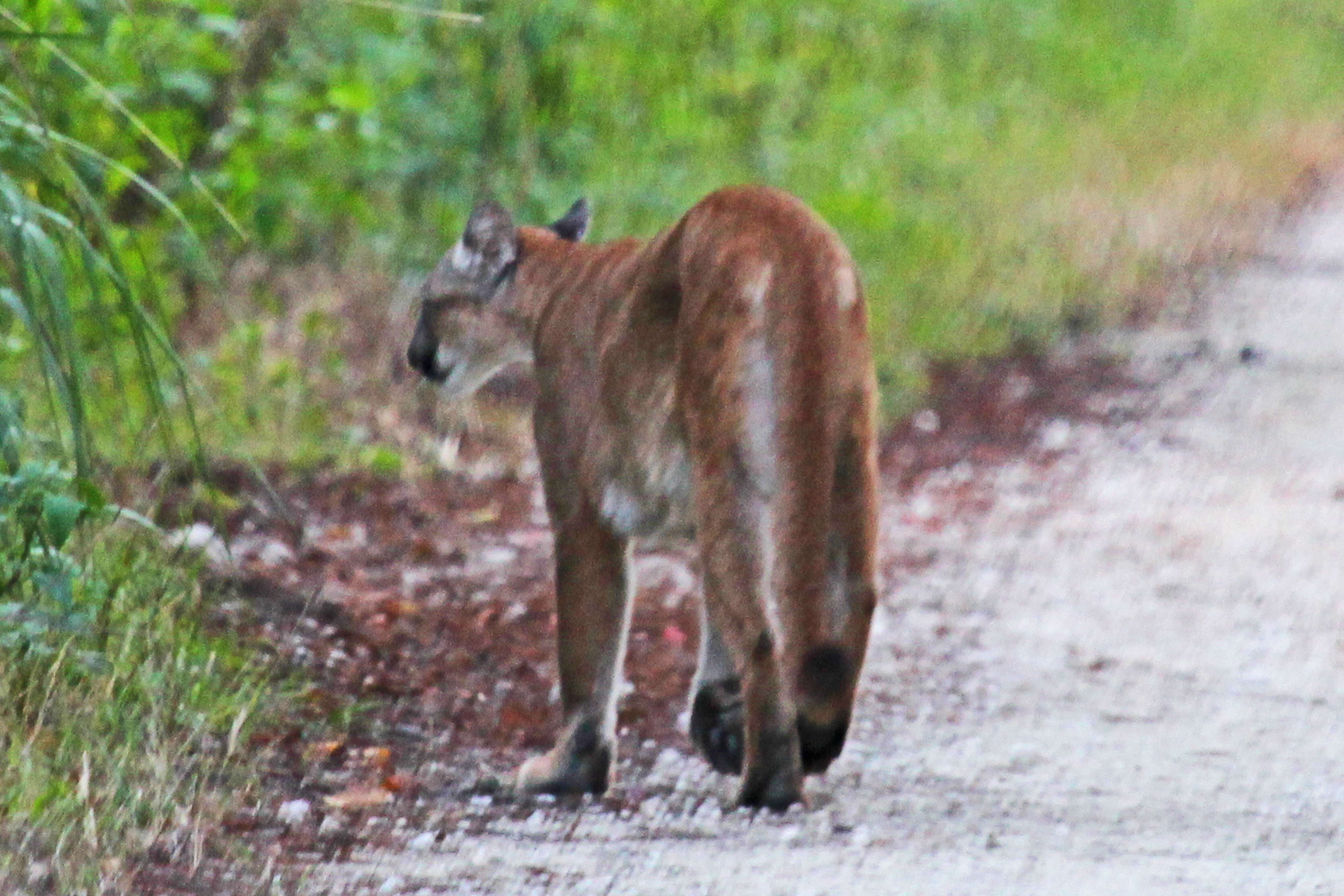
Panthère de Floride
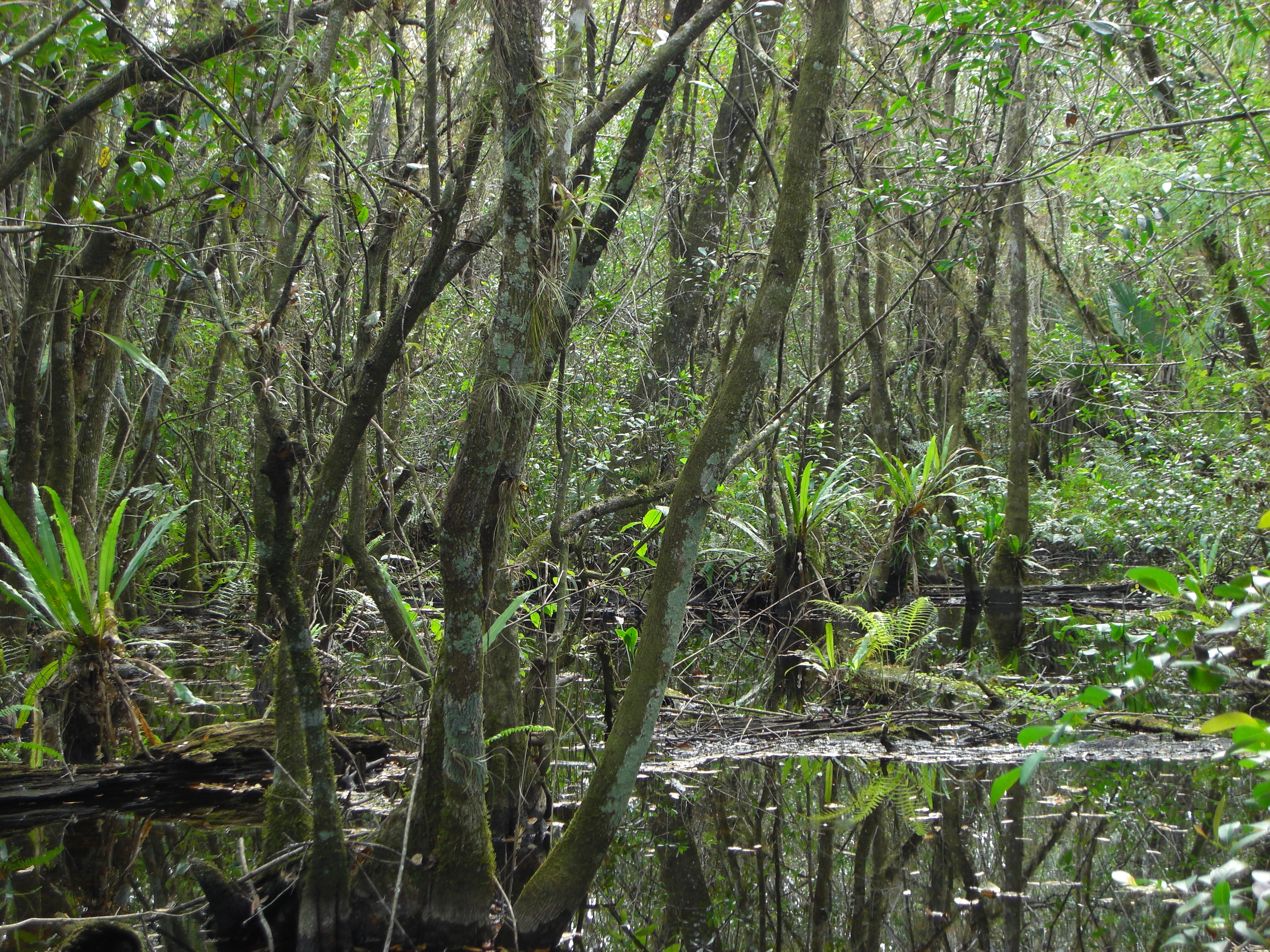
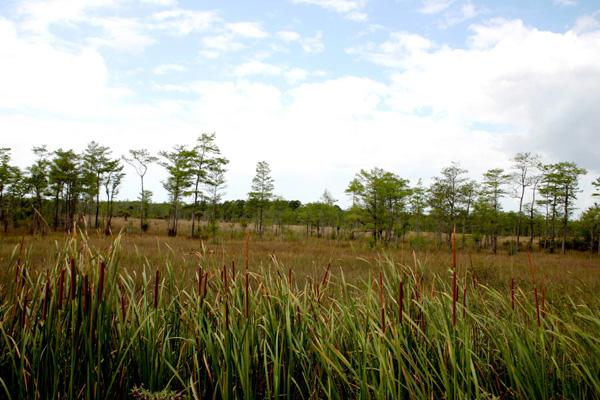
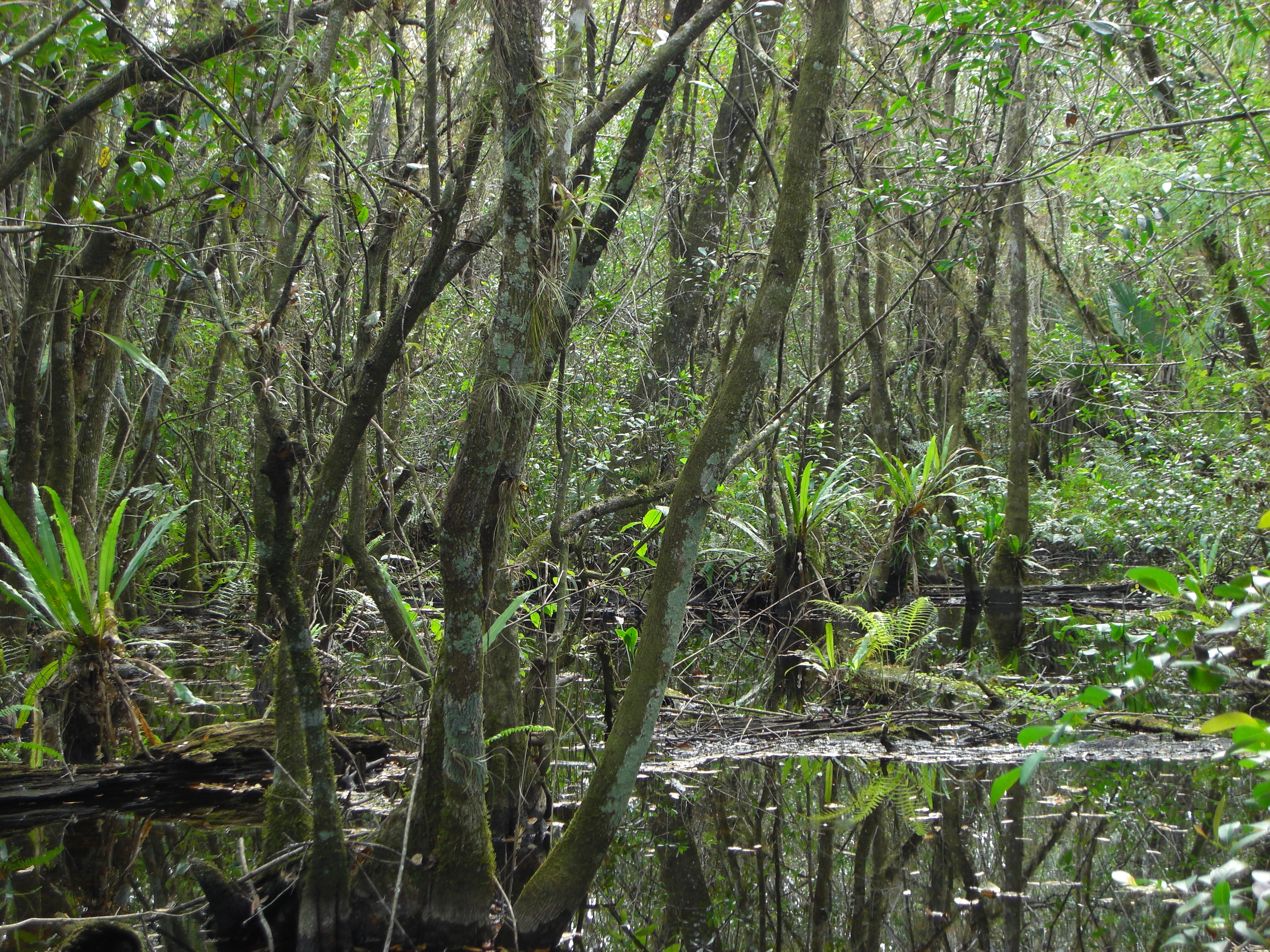